# Nwankwo Kanu
Nwankwo Kanu (Owerri, Nigèria, 1 d'agost de 1976), és un futbolista nigerià que juga al Portsmouth FC de la Premier League d'Anglaterra i en la selecció de futbol de Nigèria.

## Trajectòria
Kanu va començar jugant el 1991 al Fed Works, un modest equip que pertanyia a la classe treballadora. Un any després va ser traspassat a l'Iwuanyanwu Nationale, on va demostrar les seues habilitats amb el baló.
Després d'aquest pas pel seu país, el 1993 recala en l'Ajax d'Amsterdam, club que va pagar per ell una xifra d'uns 250.000 dòlars, quantitat enorme per un jugador africà. Allí dominava la seua exquisida qualitat, i gràcies a açò, va assolir tots els títols possibles en Països Baixos, Europa i va abastar la Copa Intercontinental. La seua carrera es va veure truncada a causa de problemes en una aorta.
El 1996 va signar per l'Inter de Milà, i estigué al costat de figures com Ronaldo, Iván Zamorano, Gianluca Pagliuca, Roberto Baggio, Javier Zanetti i altres, en la Copa de la UEFA, el 1998. No obstant això, a nivell local, no va poder aconseguir un títol (entre altres coses pel problema que va patir en el cor i que li obligà a perdre's gran part de la seua estada en el club de Milà).
Posteriorment seria traspassat al Arsenal FC d'Anglaterra, i amb jugadors com Dennis Bergkamp, Thierry Henry, Robert Pirès, entrenats per Arsène Wenger, aconseguí la Premier League d'Anglaterra en dues ocasions i la Copa anglesa.
El 2004 anà a jugar al West Bromwich Albion, però no va rendir al màxim com en els seus anys anteriors, fins que el Portsmouth FC el contractà.
En l'any 2008, marca el gol de la victòria sobre el Cardiff City, guanyant així la FA Cup d'Anglaterra.

## Internacional
Kanu ha estat internacional en 82 ocasions i ha marcat 13 gols. Els seus èxits amb les "Àguiles Verdes" van ser aconseguir el Mundial Sub-17, de l'any 1993, i la preuada Medalla d'Or en les Olimpíades d'Atlanta 1996, derrotant en semifinals a Brasil i en la final a Argentina. En la competició, Kanu fou el capità.

## Característiques
Kanu és un poderós davanter de consolidada experiència a Europa. Malgrat els seus quasi dos metres d'alçada, és un futbolista dotat d'una impressionant qualitat tècnica i d'una esquivada genial. A més té un joc aeri impecable, sap on posicionar-se, açò combinat a la seva força i sincronització el converteixen en un davanter de témer.

## Clubs
- 1991-1992: Federal Works (club d'aficionats)
- 1992-1993: Iwanyanwu Nationale
- 1993-1996: Ajax d'Àmsterdam
- 1996-1999: Inter de Milà
- 1999-2004: Arsenal FC
- 2004-2006: West Bromwich Albion
- 2006-¿?: Portsmouth FC

## Palmarés

### Tornejos nacionals
- 1 Lliga de Nigèria: 1993.
- 3 Lligues neerlandeses: 1994; 1995; 1996.
- 3 Supercopes neerlandeses: 1993; 1994; 1995.
- 2 Lligues angleses: 2002; 2004.
- 3 Copes angleses (FA Cup): 2002; 2003;2008.
- 2 Supercopes d'Anglaterra: 1999; 2002.

### Tornejos internacionals
- 1 Lliga de Campions de la UEFA: 1995.
- 1 Supercopa d'Europa: 1995.
- 1 Copa Intercontinental: 1995.
- 1 Copa de la UEFA: 1998.

### Distincions individuals
- Triat dues vegades el Futbolista africà de l'any: 1996; 1999.